# Eupterote gardneri
Eupterote gardneri is een vlinder uit de familie van de Eupterotidae. De wetenschappelijke naam van de soort is voor het eerst geldig gepubliceerd in 1950 door Bryk.